# Syncytium
 (janvier 2017).
Si vous disposez d'ouvrages ou d'articles de référence ou si vous connaissez des sites web de qualité traitant du thème abordé ici, merci de compléter l'article en donnant les références utiles à sa vérifiabilité et en les liant à la section « Notes et références ».
En biologie, un syncytium (du grec ancien σύν / sýn, « ensemble » et κύτος / kytos, « cavité, cellule ») est une cellule (appelée cénocyte ou cœnocyte) provenant de la fusion de plusieurs cellules. Cette masse cytoplasmique est à différencier des plasmodes qui correspondent à la multiplication sans cytodiérèse de cellules (ostéoclastes). Le symplasme est un syncytium composé de cellules végétales reliées par des plasmodesmes .

## Exemples de syncytiums chez l'humain
- Les cellules des muscles squelettiques.
- Le syncytiotrophoblaste, un tissu du placenta.
- Les syncytiums de globules blancs, dont la formation est provoquée par le VIH[2].

Certains réseaux de cellules reliées par des jonctions communicantes, comme les myocytes cardiaques, les astrocytes du tissu nerveux ou encore les cellules engagées dans la spermatogenèse, sont parfois qualifiés de « syncytiums fonctionnels » bien qu'il ne s'agisse pas à proprement parler de syncytiums.

## Formation
L'infection d'une cellule par un virus qui présente une protéine de fusion va permettre à la cellule d'acquérir cette protéine. La cellule infectée va fusionner avec d'autres cellules ce qui aboutira à la formation d'une grande cellule multinucléée appelé syncytium.